# Brandy-Butter

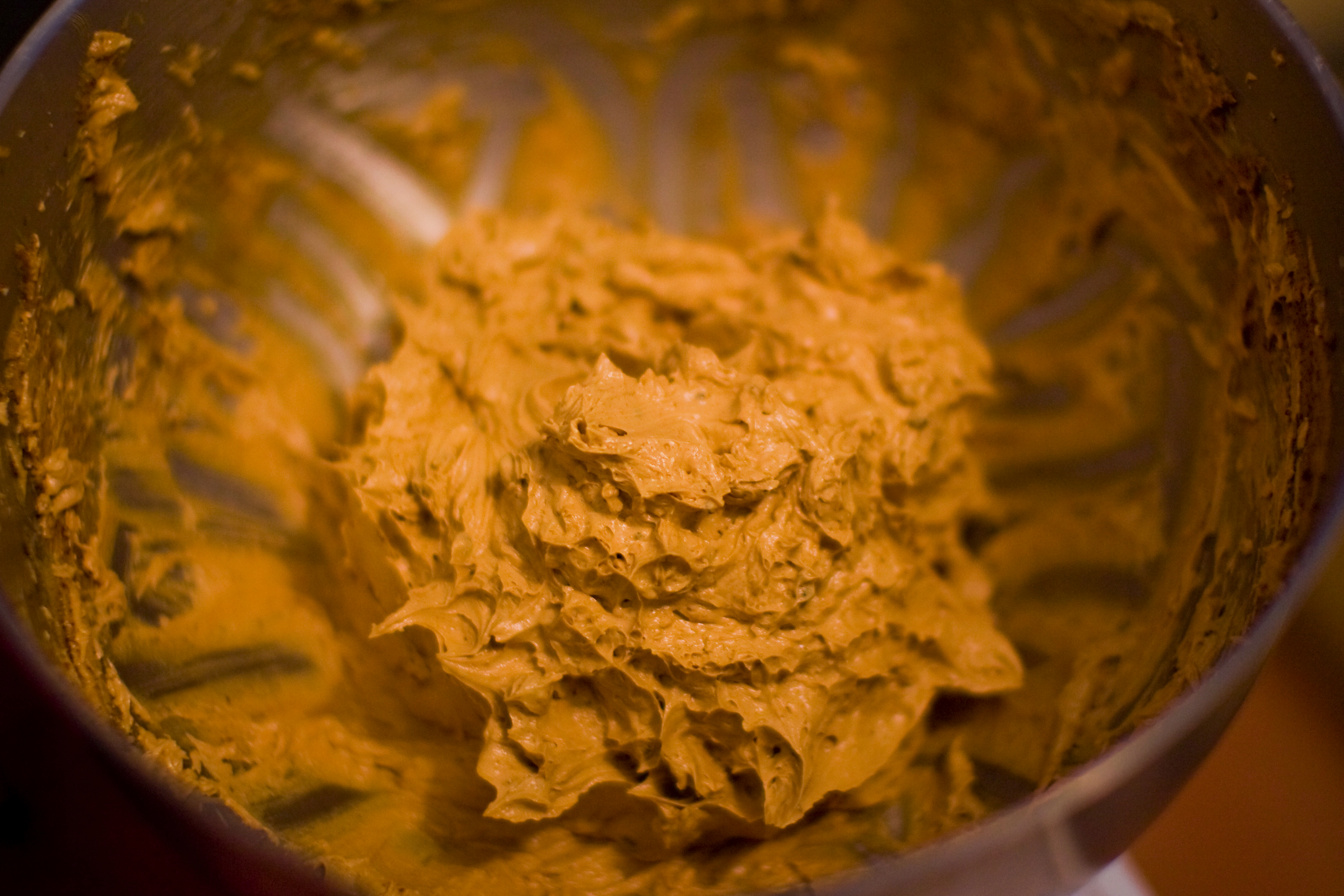
Brandy-Butter

Brandy-Butter (oder in den USA Hard Sauce) ist eine süße, gehaltvolle Sauce, die in Großbritannien in der Weihnachtszeit zum Christmas Pudding und anderen traditionellen Desserts gereicht wird.
Brandy-Butter besteht aus aufgeschlagener Butter, vermischt mit braunem Zucker (oder Puderzucker) und Brandy. Sie wird kaltgestellt, bis sie fest ist, und zu warmen Desserts serviert. Neben dem Christmas Pudding wird sie häufig zu Mince Pies gegessen, schmeckt aber auch zu anderem warmem Gebäck oder Toastbrot.